# Bedotia geayi
The zona (Bedotia geayi) là một loài cá thuộc họ Bedotiidae. Nó là loài đặc hữu của Madagascar. Môi trường sống tự nhiên của nó là các con sông. Nó bị đe dọa do mất môi trường sống.

## Hình ảnh

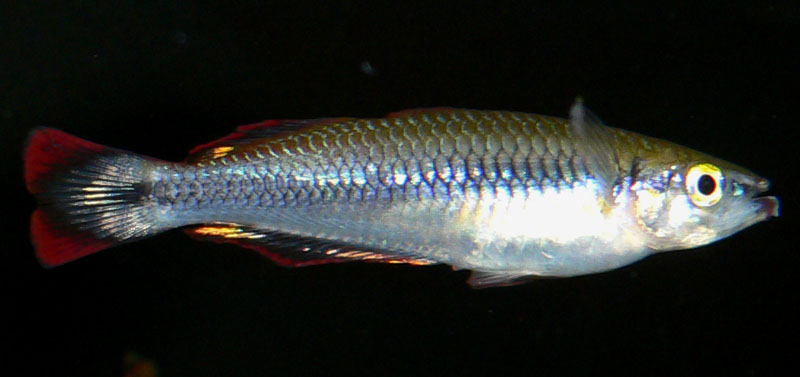
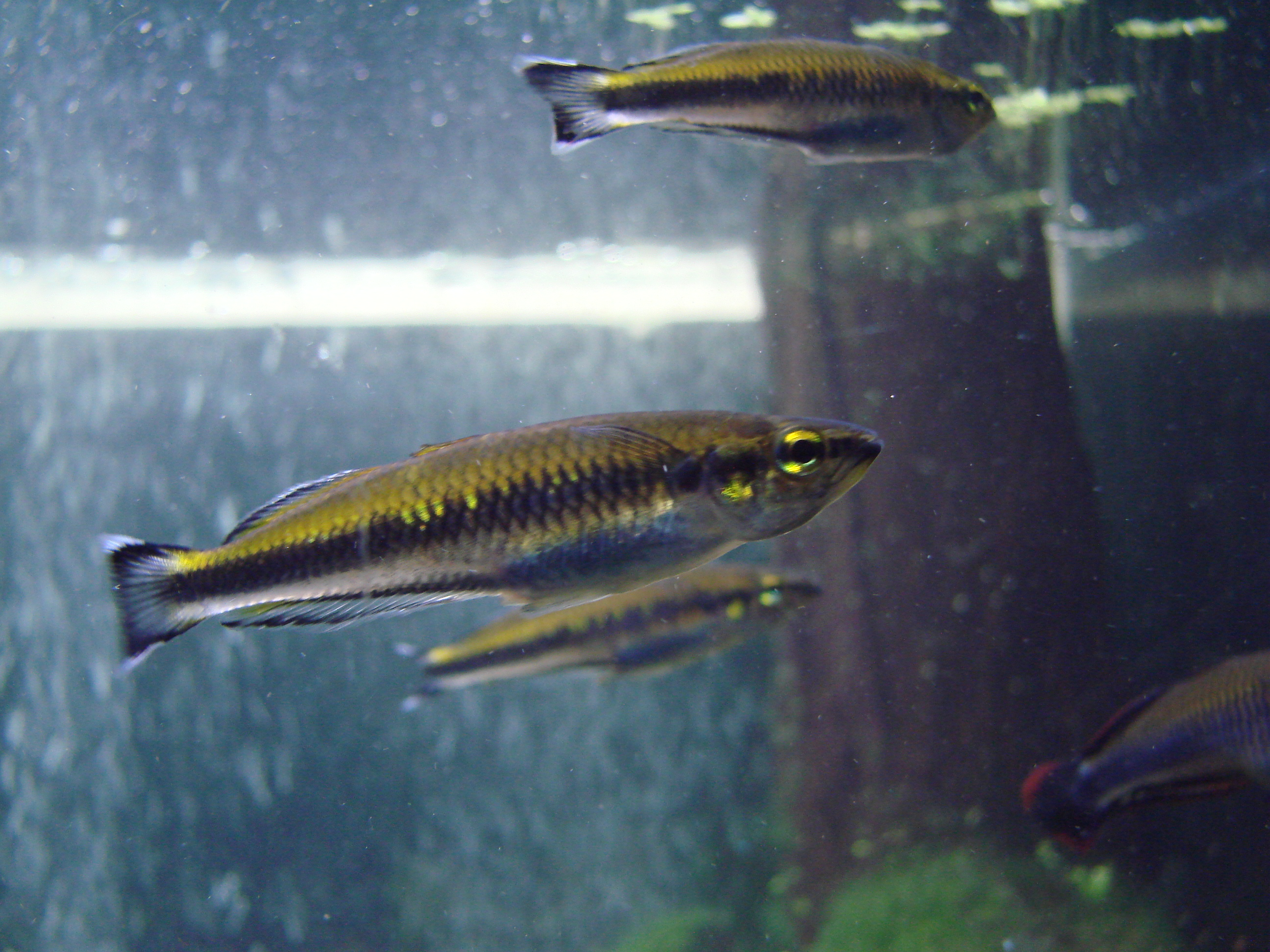
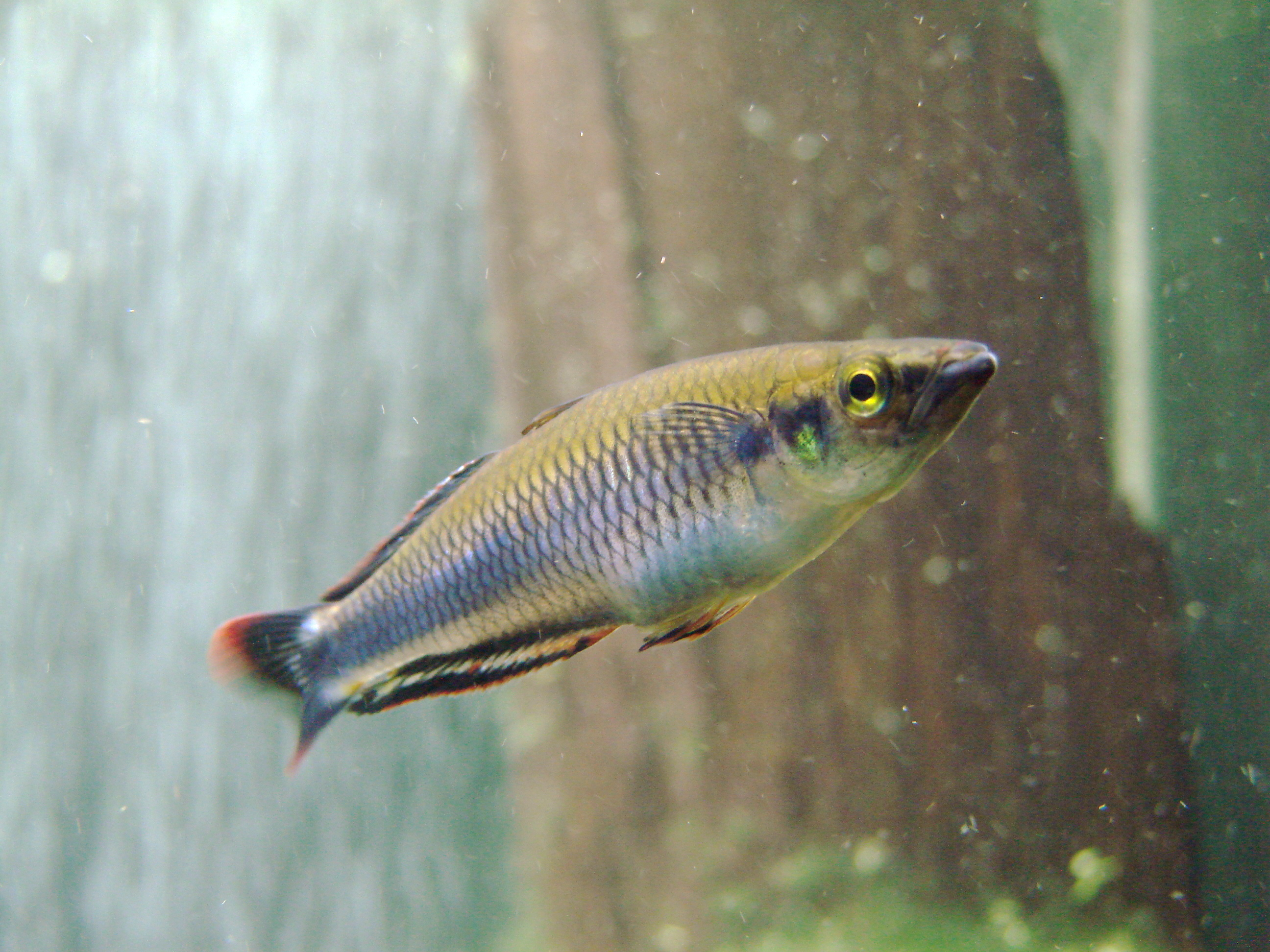
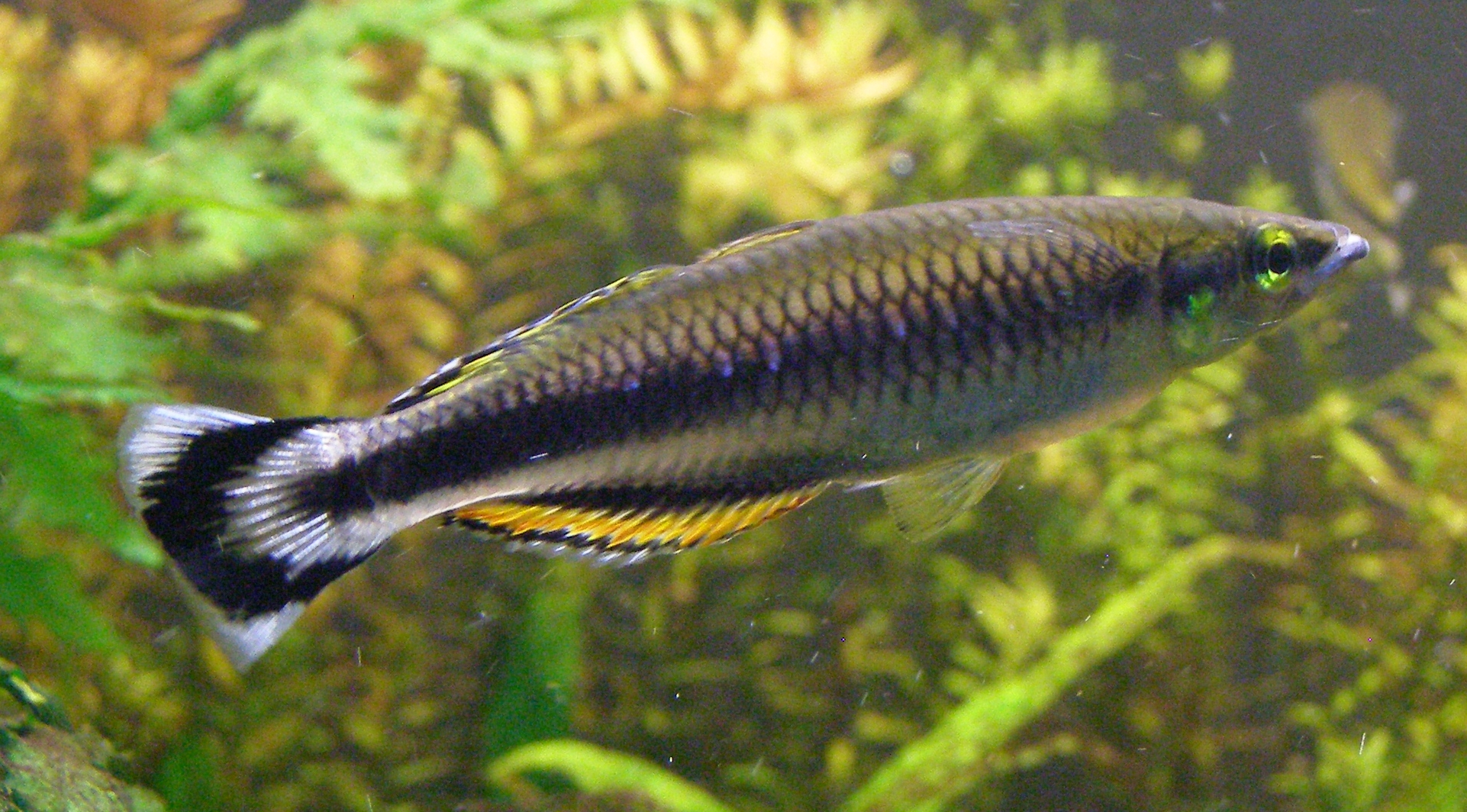